# Annamanum griseomaculatum
Annamanum griseomaculatum är en skalbaggsart som beskrevs av Stefan von Breuning 1936. Annamanum griseomaculatum ingår i släktet Annamanum och familjen långhorningar. Inga underarter finns listade i Catalogue of Life.